# 双抛桥
双抛桥為福建省福州市的一座古橋，位于今杨桥路、达明路和南后街交汇处，在三坊七巷景區附近，距离冰心、林觉民的故居仅几十米远。

## 歷史
关于双抛桥的来历，有以下两个版本。
传说古时有一对青年男女相爱，不得如愿，双双投河殉情，故名“双抛”。《闽杂记》：“相传昔有王氏子与陶氏女相好，父母夺其志，月夜同投此桥下，故名。” 
另一传说是，邱姓男子和其妻何氏，因反抗当地胡家大少的抢亲，被胡恶少及其家奴双双抛入桥的南北两边的河水中，活活淹死。后来在这座桥的南北两边分别长出一棵榕树，树根在河底互相交错，树枝在空中攀连，成为榕城的一道奇观。后人感慨夫妇两人的遭遇，故命名此桥“双抛桥”以为纪念。
双抛桥曾在清朝乾隆年间重建过。2009年7月，福州市政府决定拓建杨桥路，按照截弯取直的方案，“双抛桥”必须拆掉。为保护这个历史古迹，整个重建计划被重新修改制定，因此整个工程造价增加了300多万元。
2023年，双抛桥完成首次大修。

## 艺术
中国山西省阳泉市歌手迟浩（笔名：小曲儿）在福州市闽江学院读研期间，于2017年创作同名歌曲《双抛桥》，故事背景取自本座桥的历史故事。